# Tóth
A Tóth a harmadik leggyakoribb magyar családnév. Előfordul még Tót, Toth, Tótth, Thot, Thót formában is. 2010-ben több mint 213 ezer, 2016-ban több mint 208 ezer személynévben található. A név az egész magyar nyelvterületen elterjedt.

## Eredete
Az indoeurópai tauta, tauti szónak az óriánira visszavezethető eredeti jelentése: nép. Számos nép megnevezésére használták annak függvényében, hogy milyen nemzetiségi közegben eresztett gyökeret a szó. A magyar nyelvbe feltehetően már a honfoglaláskor bekerült, és általában a szláv népekre vonatkozott, csak jóval később, a 18. század végén szűkült le a szlovákságra "tótok" formában.
Családnévként való elterjedtséges is azért ennyire széles, mivel szláv népekkel voltunk körbevéve a Kárpát-medencében. Nem csak a szlovák származású személyek ragadványneve volt kezdetben, hanem mindenkié, aki hasonlóan öltözött, esetleg beszélték a nyelvet, vagy szláv faluból származtak. A ragadványnévből gyakran közvetlenül adódott, hogy később családnévként viselték a nevet. A családnevek változatlan formában való öröklésében akad kivétel is: az idősebb Tóth gyermekét hívhatták Tótikának, például Kopácson a 18. században.

## Kettős nevek
Száznál többször fordul elő a Tóth-Pál és Tóthpál, Tóth-Kovács, Tóth-Zsiga. A Tóth-Benedek ugyan csak 36-szor fordul elő, ám azok szinte mindegyike egy régióban, Orosházán.